# Dyckia consimilis
Dyckia consimilis är en gräsväxtart som beskrevs av Carl Christian Mez. Dyckia consimilis ingår i släktet Dyckia och familjen Bromeliaceae. Inga underarter finns listade i Catalogue of Life.